# Sida planicaulis
Sida planicaulis är en malvaväxtart som beskrevs av Antonio José Cavanilles. Sida planicaulis ingår i släktet sammetsmalvor, och familjen malvaväxter. Inga underarter finns listade i Catalogue of Life.